# Straßenbahn Phillipsburg (New Jersey)
Die Stadt Phillipsburg hatte von 1871 bis 1931 ein Straßenbahnnetz. Neben den städtischen Linien, die fast während der gesamten Betriebsgeschichte unter Verwaltung von verschiedenen im benachbarten Pennsylvania ansässigen Unternehmen standen, gab es von 1906 bis 1925 auch die stets eigenständig betriebene und daher hier nicht behandelte Straßenbahn Phillipsburg–Port Murray. Das Stadtnetz reichte über die Stadtgrenzen hinaus bis nach Easton (in Pennsylvania) und Alpha. Es wurde mit 550 Volt Gleichstrom betrieben.

## Geschichte
Am 9. April 1867 wurde in Phillipsburg die Phillipsburg Horse Car Railroad Company (PHCR) gegründet, die 1871 eine Pferdebahn vom Bahnhof der Stadt am Union Square durch die South Main Street bis Andover Furnace (Nähe Andover Street) eröffnete. Die Strecke hatte eine Spurweite von 4 Fuß 8 Zoll (1422 mm) und war damit einen halben Zoll schmaler als Normalspur. An beiden Endpunkten wurden Drehscheiben gebaut. Das Depot befand sich nördlich des Union Square an der North Main Street. Bereits im selben Jahr, am 5. Mai 1871 wurde in Easton die The Centre Square and Delaware Bridge Passenger Railway Company gegründet, da man beabsichtigte, die Pferdebahn nach Easton zu verlängern. Da Easton in Pennsylvania lag, musste für den Abschnitt dort eine eigene Gesellschaft gegründet werden. Erst 1885 ging diese Verlängerung über den Delaware River und durch die Northampton Street zum Centre Square in Easton in Betrieb, wo ebenfalls eine Drehscheibe gebaut wurde, die kurze Zeit später durch eine Wendeschleife um den Platz herum ersetzt wurde.
Im Juli 1892 erwarb die Easton Transit Company die Bahn, die sie jedoch formal pachtete und weiterhin eigenständig betrieb. Ende 1894 wurde die Pferdebahn Phillipsburg elektrifiziert und auf die in Easton verwendete Gleisspurweite von 1588 mm (Pennsylvania-Spur) umgespurt. Im folgenden Jahr wurde eine neue Strecke eröffnet. Sie verlief vom Union Square durch die North Main Street, Old Belvedere Road (Gebiet überbaut durch den Highway 22), auf eigenem Bahnkörper (heute etwa Memorial Parkway), Summit Avenue, Lewis Street und Heckman Street bis zur Fabrik der Standard Silk Company, an der Straße Silk. Im Mai 1899 pachtete die Lehigh Valley Transit Company die Bahn, beließ die Betriebsführung jedoch bei der Easton Transit Company. Sie spurte zwar die Straßenbahn Easton auf Normalspur um, jedoch nicht die Strecken in Phillipsburg. Der Pachtvertrag wurde am 1. Dezember 1900 erneuert, jedoch aus wirtschaftlichen Gründen zum 2. Mai 1904 aufgehoben. Pächter der Bahn war nun wieder die Easton Transit Company. Etwa in dieser Zeit wurde in der North Main Street (in diesem Bereich heute Andrews Alley), neben dem heutigen Memorial Parkway, ein zweites, eingleisiges Depot gebaut, um geplante Streckenerweiterungen versorgen zu können. Auf der Fläche des vorhandenen Betriebshofs waren keine Erweiterungsmöglichkeiten vorhanden. Das Gebäude des zweiten Depots steht noch, während das Gebäude des ursprünglichen Betriebshofs beim Bau des Highways 22 abgerissen wurde.
1906 wurde die Südlinie nach Alpha verlängert. Sie verlief durch die South Main Street, Russell Avenue, Hawk Avenue (Third Avenue), William Street, First Avenue, auf eigenem Bahnkörper parallel zur Eisenbahn, durch die Central Avenue bis zur Ecke Fifth Avenue. Außerdem ging 1907 eine Verlängerung der Nordlinie entlang der Heckman Street, Center Street (heute Roseberry Street) zur Fabrik der Ingersoll-Rand Company in Betrieb. Auf der anderen Seite der Eisenbahn bestand hier eine Umsteigemöglichkeit zur normalspurigen Straßenbahn Phillipsburg–Port Murray, deren Endstelle sich seit 1906 an der South Main Street/Sitgreaves Street befand, wo ebenfalls umgestiegen werden konnte.
Am 1. Juli 1913 kaufte die Lehigh Valley Transit Company die Bahn auf, die noch im selben Jahr auf Normalspur umgebaut wurde. Formal stand die PHCR weiterhin unter Pacht, die weiterhin den Betrieb führte. Da das Pferdebahnzeitalter längst vorbei war, entschloss man sich, die Gesellschaft zum 11. Oktober 1916 in Phillipsburg Traction Company umzubenennen. Die Betriebsführung ging schließlich am 1. März 1922 auf die Lehigh Valley über. Die Strecke auf der South Main Street nach Alpha wurde zum 13. Oktober 1931 stillgelegt, und um Mitternacht am 31. Oktober 1931 rückte die letzte Straßenbahn der Nordlinie in das Depot ein und die Straßenbahn Phillipsburg wurde in der Folge abgebaut.

## Betrieb
In der Zeit der Pferdebahn verkehrte alle 30 Minuten ein Wagen zum Andover Furnace. Nach der Elektrifizierung wurde der Takt auf 10 Minuten verdichtet. Die Verlängerung nach Alpha wurde alle 20 Minuten befahren, die übrigen Wagen endeten weiterhin am Andover Furnace. Die Nordlinie wurde ebenfalls im 10-Minuten-Takt befahren.

## Fahrzeuge
Die Fahrzeuge der Straßenbahn Phillipsburg waren rot gestrichen und durchweg zweiachsige geschlossene Wagen.
Der Pferdebahn standen die vier Wagen 1 bis 4 zur Verfügung, die 1871 gebaut worden waren. Der Hersteller ist unbekannt. Diese Wagen wurden mit der Elektrifizierung der Bahn ebenfalls elektrifiziert und mit Motoren ausgestattet. Zwei Pferdebahnwagen aus Easton wurden ebenfalls übernommen und elektrifiziert. 1894 wurden durch die Easton Transit Company zehn Triebwagen der Firma Brill gekauft, zumindest einige davon wurden in Phillipsburg eingesetzt.
Für die 1906 und 1907 eröffneten Streckenerweiterungen kamen 1907 die sechs Triebwagen 160 bis 165 von Brill hinzu, denen 1914 weitere sechs (Nr. 170–175) folgten. Diese dürften die ursprünglichen aus ehemaligen Pferdebahnwagen umgebauten Fahrzeuge ersetzt haben. Ein Wagen, Nr. 180, wurde danach noch beschafft. Die Bahn besaß darüber hinaus einen selbstgebauten Arbeitstriebwagen (Nr. 7) sowie einen Gleisreinigungswagen (Nr. 4). Ansonsten wurden – außer in den Zeiten, in denen dies aufgrund der unterschiedlichen Spurweiten nicht möglich war – auch Fahrzeuge aus Easton im Phillipsburger Netz eingesetzt, darunter auch offene Triebwagen.